# Andreas Katsulas
Andreas Katsulas (18 mai 1946 à Saint-Louis – 13 février 2006 à Los Angeles) est un acteur américain de cinéma et de télévision. 

## Biographie

### Enfance & adolescence
Né dans une famille d'ascendance grecque, Katsulas est diplômé de théâtre par l'Université de l'Indiana. De 1971 à 1986, il est membre de la troupe de théâtre de Peter Brook.

### Carrière
Au cinéma, il a notamment joué le rôle du manchot Sykes dans le film Le Fugitif (1993), ainsi que le rôle d'Andreas Tikides, en français, dans Série Noire d'Alain Corneau, auprès de Patrick Dewaere ;  à la télévision il a interprété G'Kar dans la série de science-fiction Babylon 5.

### Décès
Gros fumeur[réf. nécessaire], il meurt le 13 février 2006 d'un cancer du poumon, à l'âge de 59 ans.

## Filmographie sélective
- 1960 : I Avgi tou thriamvou :
- 1974 : O-key, file :
- 1979 : Série noire d'Alain Corneau : Andréas Constantin Tikidès
- 1979 : Milo-Milo : Nicolos
- 1981 : Ragtime : l'officier de police
- 1982 : Haine et Passion (TV) - 1 épisode : Lucien Goff
- 1985 : La Cible des tueurs de Clark Worswick : Ray Donnelli
- 1987 : L'Heure Simenon (TV) - 1 épisode : Le 'Yougo'
- 1987 : Traquée de Ridley Scott : Joey Venza
- 1987 : Le Sicilien de Michael Cimino : Passatempa
- 1988 : Equalizer (TV) - 1 épisode : Warren Briggs
- 1988 : Meurtre à Hollywood de Blake Edwards : Arthur
- 1989 : Communion, de Philippe Mora : Alex
- 1989 : Le Père Dowling (TV) - 1 épisode : Assistant District Athorney Douglas
- 1989 - 1994 : Star Trek : La Nouvelle Génération (TV) - 4 épisodes : le commandeur Tomalak
- 1989 : Un flic à Chicago de John Irvin : Isabella
- 1990 : La loi est la loi (TV) - 1 épisode : Everett Ashford
- 1990 : La Mort de l'incroyable Hulk (TV) : Kasha
- 1990 : Rick Hunter (TV) - 2 épisodes : Nikolai Janosh / Arno Kudriescu
- 1992 : Méli-mélo à Venise de Mark Herman : Scarpa
- 1993 : Le Fugitif d'Andrew Davis : Frederic Sykes (le manchot)
- 1993-1999 : Babylon 5 (TV) : G'Kar(en)
- 1994 : Diagnostic : Meurtre (TV) : un agent de la DEA
- 1996 : Ultime Décision de Stuart Baird : El Sayed Jaffa
- 1998 : Le Prince de Sicile (Mafia!) de Jim Abrahams : Narducci